# 二河公園
二河公園（にこうこうえん）は、広島県呉市にある公園。

## 概要

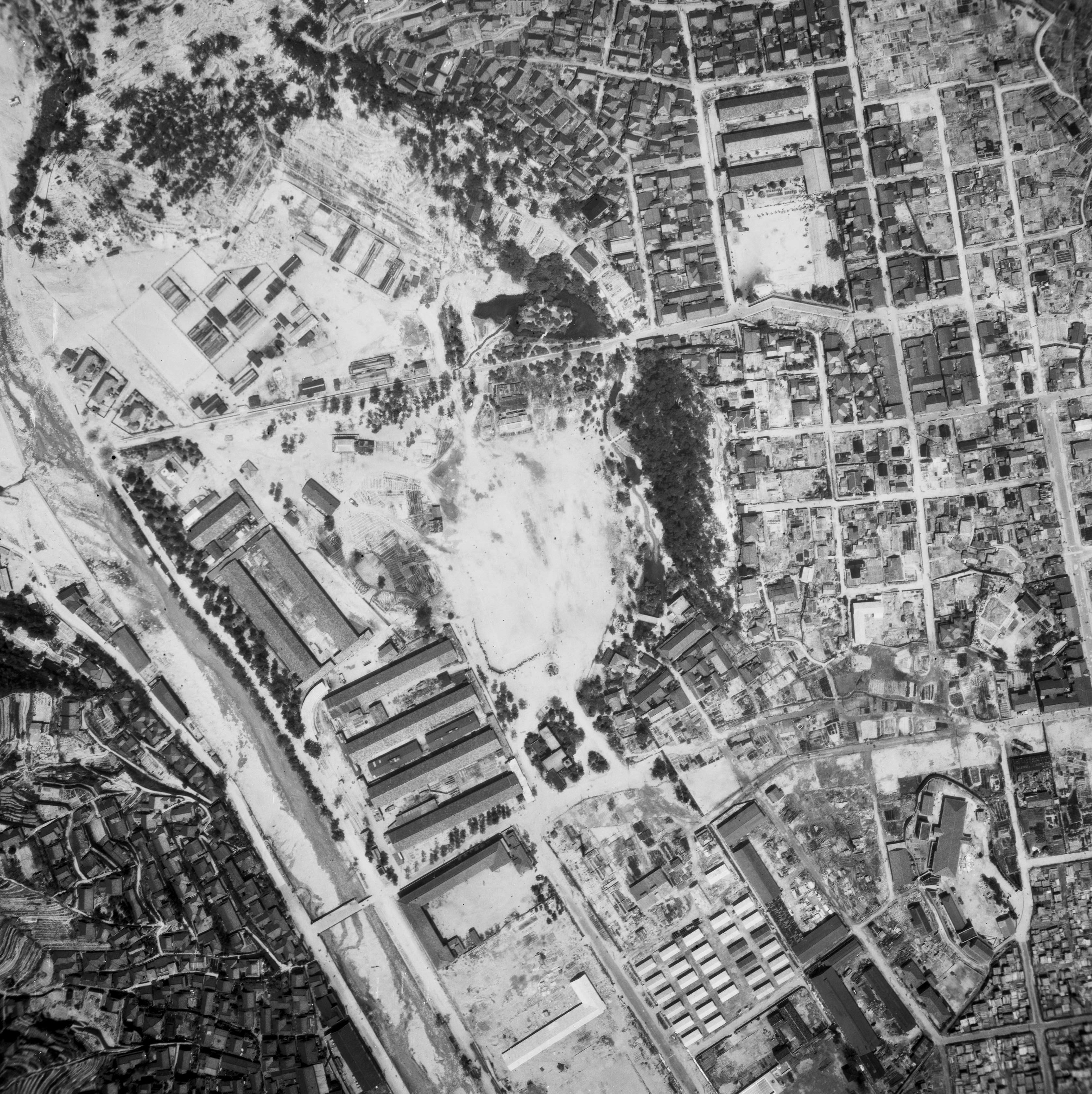
1947年米軍撮影

二河川中流域と下流域の境目付近、二河峡から下って呉市街地に入ってすぐにある公園。広島呉道路呉出口（呉IC）そばにある。
1916年(大正5年)開園。元々はこの地は旧海軍射撃場で、払い下げにより呉市が買い取り大正天皇御大典記念事業として整備された。園内東側の現在庭園になっている場所には「擇善館」や皇太子時代の昭和天皇行啓記念として「行啓記念館」が建てられた。現在も残る「御典橋」はこの時に造られたもの。1935年（昭和10年）呉市主催国防と産業大博覧会会場の一つ。
戦前における呉市における桜の名所の一つであったが、現在ではそれより二河川下流側に桜の名所が移っている。敷地の隣には呉海軍工廠の工員寮があった。太平洋戦争中には防空壕が掘られ、呉軍港空襲ではこの付近まで火の手が迫っていたという。防空壕跡は現在も確認できる。
1947年（昭和22年）12月7日、昭和天皇が呉市に行幸（昭和天皇の戦後巡幸）した際には公園内で奉迎式が行われた。
また近代スポーツに理解があった旧海軍の拠点であったことから戦前から呉市ではスポーツが盛んで、その会場としてこの公園が用いられた。特に呉海軍工廠の実業団チームが拠点として用いている。例えば、戦前から野球が盛んで呉工廠と他の有力チームとの対戦には2万人規模の観客が集まった。浜崎真二・浜崎忠治兄弟、藤村富美男・藤村隆男兄弟、鶴岡一人、広岡富夫・広岡達朗兄弟らがこの地でプレーしたという。またバレーボールも盛んな地でありこの公園で全国レベルの大会が開かれ呉工廠が優勝した記録が残る。戦後の呉に駐留したイギリス連邦占領軍も大会を開いている。

## 施設

### スポーツ施設
近辺にあるものも含む
- 呉市スポーツ会館
- 呉市二河野球場
  - 広島東洋カープ試合開催球場の一つ。
- 呉市二河屋内練習場
- 呉市二河公園多目的グラウンド
  - 呉市サッカー協会が主催するサンフレッチェ呉スクールの会場[10]
- 呉市バレーボール場
- 呉市テニス場
- 呉市弓道場（近的）
- 呉市弓道場（遠的）
- 呉市営プール（二河プール）

### 碑
- 擇善館跡
  - 擇善館跡碑
  - 宮原一人医師銅像台座
  - 長澤元太郎頌徳碑
- 御典橋
- 明治天皇御製碑
- 戦死者供養塔
- 殉職者招魂碑
- 戦死者忠魂碑
- 佐々木英夫翁頌徳碑

台座だけ残っているものは金属類回収令によって像が撤去されたため。沢原為綱の銅像があったが台座のみ歴史の見える丘に移設されている。

## ギャラリー

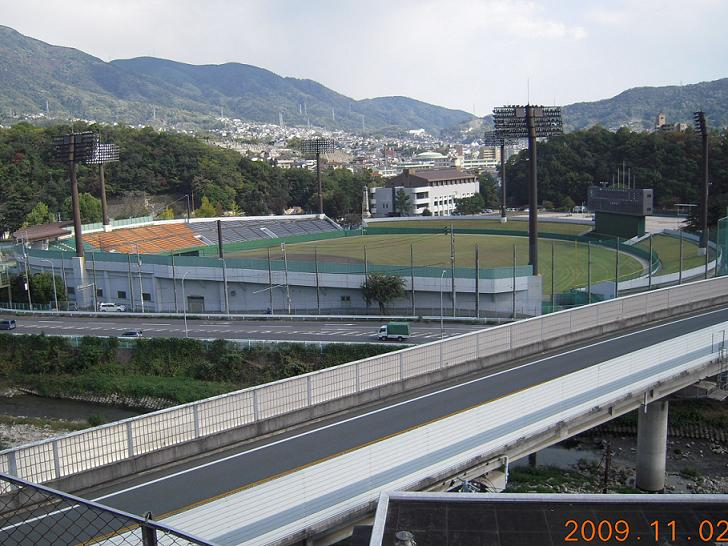
二河野球場
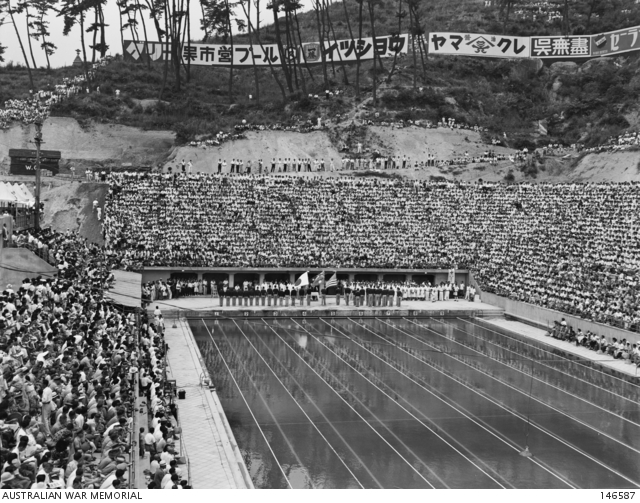
1950年二河プール

## 交通
- バス
  - 広電バス三条二河町長迫循環線、「プール前」バス停下車
  - 広電バス焼山経由熊野苗代線、「上山手橋」バス停下車
- 車
  - 広島呉道路呉ICそば
- 電車
  - JR呉駅から徒歩約20分